# Monastère de Qannoubine
Le Monastère Notre-Dame de Qannoubine (Kanobin, Kannobin, Kanubin ou Qannubin, en arabe : dayr qannūbīn, دير قنوبين) est un monastère maronite de la vallée de Qadisha, au Liban. 
Il aurait été fondé par Théodose le Grand et construit en partie dans le roc vif. 
Le monastère Notre-Dame de Qannoubine a été le siège du patriarcat maronite de 1440 à 1823. Vingt-quatre patriarches s’y sont succédé.
L'église du monastère est construite dans un creux de rocher. Exemple de simplicité et d'austérité, elle est rehaussée de peintures murales. La fresque la plus remarquable est celle du couronnement de la Vierge par la Trinité avec une inscription au-dessus en garshuni (arabe écrit en caractères syriaque), tirée d'un passage du Cantique des Cantiques : 
« Viens du Liban, ma fiancée et tu seras couronnée ».
Le monastère est occupé depuis 1992 par une communauté de religieuses antonines.